# Pedro Muffato
Pedro Muffato (Águas Claras, Irati, 29 de junho de 1940) é um empresário, piloto de automobilismo e político brasileiro.

## Carreira empresarial
Em 1974 o descendente de italianos Pedro Muffato e o seu irmão José Carlos Muffato (Tito) abriram no bairro Neva, em Cascavel, um armazém de secos e molhados. Com a construção da Usina Hidrelétrica de Itaipu a família viu a oportunidade em expandir seus negócios para Foz do Iguaçu. A rede cresceu e foi se expandindo para outras cidades.
Em 1988, já com diversas lojas e outros empreendimentos, a sociedade foi desfeita e os irmãos resolveram seguir sozinhos os negócios. Pedro Muffato ficou com algumas lojas, que continuaram com a denominação antiga e fundou a Pedro Muffato e Cia Ltda, que deu origem a rede Muffatão de supermercados (Supermercados Muffatão).
Em 1996, Tito Muffato morreu em um acidente aéreo e deixou os empreendimentos para seus três filhos (Ederson, Everton e Eduardo). Os sobrinhos de Pedro Muffato assumiram a direção dos negócios do Super Muffato, empreendimento paralelo ao do Pedro Muffato, que seguia com a marca Muffatão.
David Muffato, Pedro Muffato Júnior e Hayl do Rocio Muffato Pompeu, filhos de Pedro Muffato, foram inseridos na empresa e ocupam postos de diretores.

## Carreira política
Foi eleito vereador em 1968 e prefeito em 1972 pela Aliança Renovadora Nacional (ARENA) do município de Cascavel, no oeste do Paraná.
No ano de 2002, Muffato foi candidato ao Senado pelo PPS, porém desistiu após um pedido de impugnação de sua candidatura. Na época, o motivo foi de que Muffato não se afastou da direção da TV Tarobá em tempo hábil para concorrer, mas Pedro afirmava que estava legalizado. Chegada a semana de julgamento de sua candidatura, Muffato desistiu, afetando uma campanha que era apoiada por nomes como Roberto Requião e Ciro Gomes. Ao fim, Affonso Antoniuk foi o candidato do partido.

## Trajetória no automobilismo
Competiu em diversas categorias, como Fórmula 3, Fórmula 2 Sul-Americana, Copa Truck e Fórmula Truck.

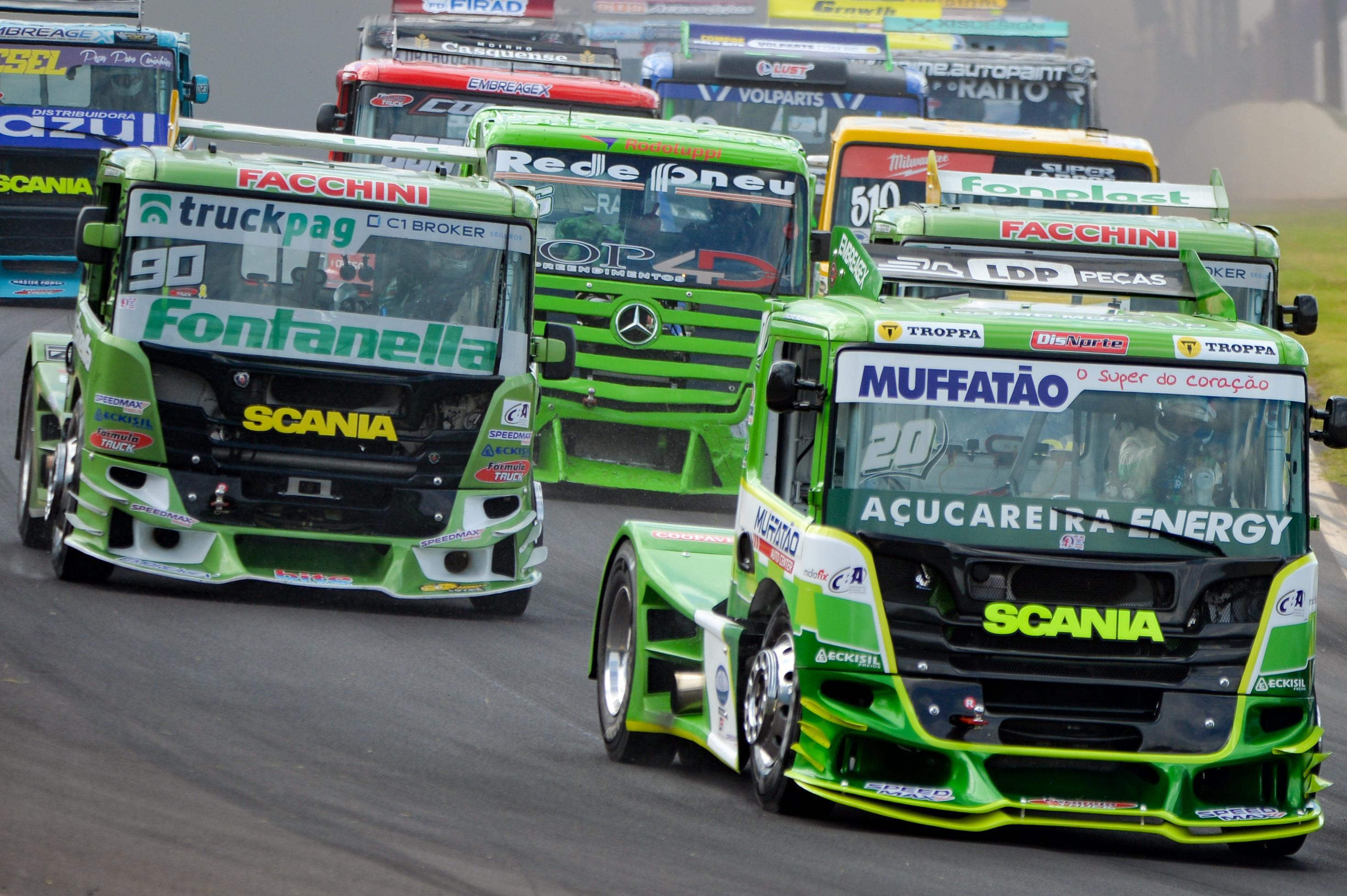
Pedro Muffato, em 2025, correndo de Scania na Fórmula Truck

É pai do também piloto David Muffato, campeão da Stock Car.
Foi bicampeão paranaense em 1971 com Fusca, bicampeão em 1972 com Puma, vice-campeão em 1973 do Brasileiro de Divisão 4 e tricampeão da Cascavel de Ouro (1971, Puma Spartano; 1974, Avallone; 1975, Avallone).

### Acidente em 1996
Em 04 de agosto de 1996, durante a corrida da sexta etapa do Campeonato Sul-Americano de Fórmula 3, Muffato sofre um toque do companheiro de equipe, Sérgio Paese, e colide em um barranco a quase 200 km/h.
Pedro foi socorrido imediatamente, e após solicitação médica, foi transferido para o Hospital Albert Einstein em São Paulo, onde passou 17 dias em coma. Muffato teve perfuração nos pulmões, bacia quebrada, todas as costelas quebradas e múltiplas fraturas no corpo.
Após uma incrível recuperação, retorna à Cascavel, mas decide se afastar do volante. Nos anos posteriores, permaneceu como comentarista pela SporTV em diversas categorias do automobilismo nacional.

### Fórmula 1

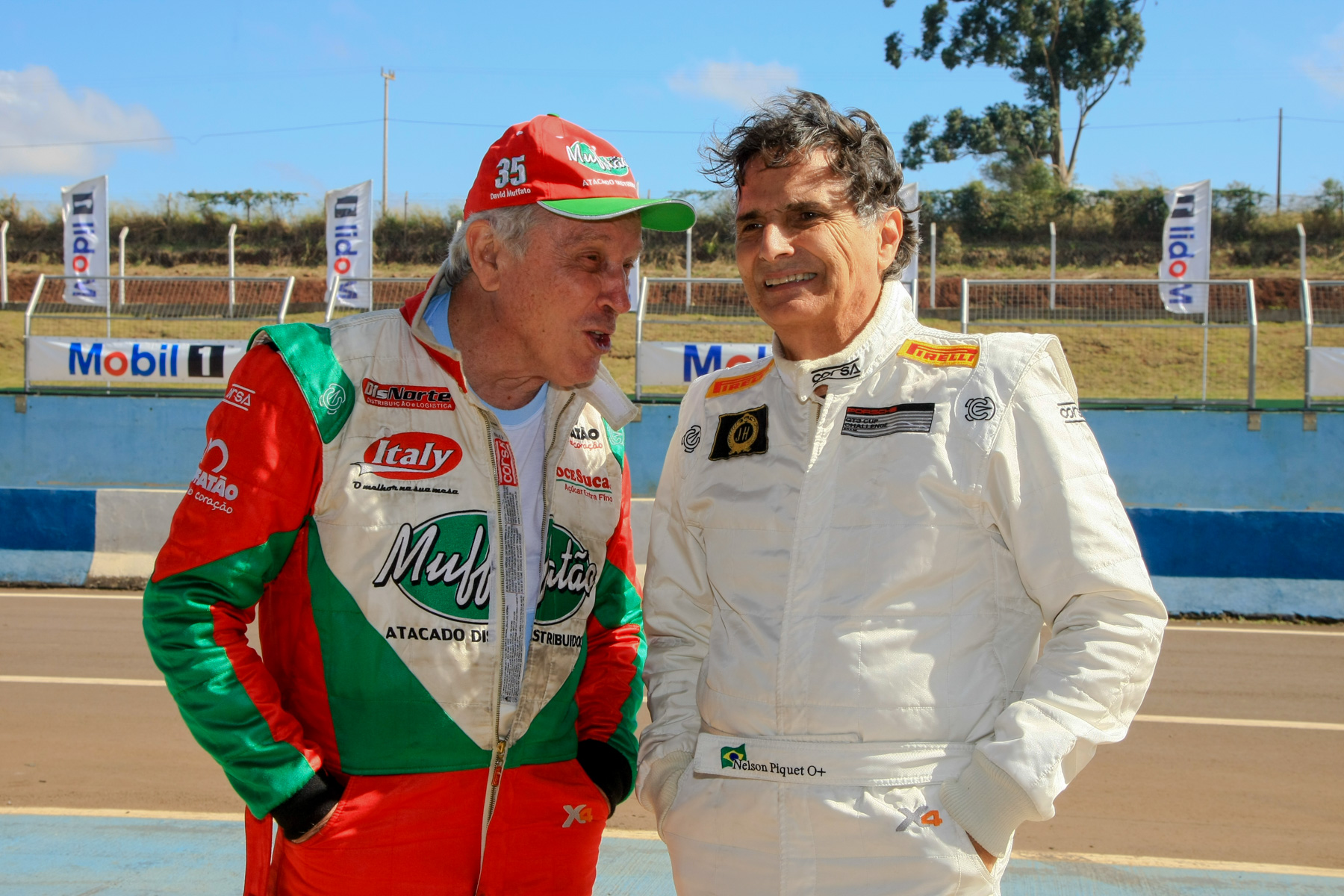
Muffato e Piquet, em 2015

Atuou como piloto do Medical Car da Fórmula 1 durante o GP do Brasil em 1993, 1994, 1995 e 1996.
É grande amigo do tricampeão mundial de Fórmula 1, Nelson Piquet.

### Retorno ao automobilismo pela Fórmula Truck
Em 2000, com 59 anos, foi convidado pelo então dono da categoria Fórmula Truck, Aurélio Batista Félix, para comentar em uma das etapas da corrida de caminhões.
Durante a etapa, Aurélio convida Pedro para experimentar correr em um dos caminhões, afim de conhecer mais sobre a categoria. Com o passar de algumas etapas, Muffato volta a competir utilizando caminhões alugados por Félix, e posteriormente, monta sua equipe, intitulada MP Motorsport.

### Primeira aposentadoria
Em julho de 2016, antes da etapa da Fórmula Truck em Interlagos, Pedro anuncia sua aposentadoria, aos 76 anos.
Em 2017, participou do Mercedes-Benz Challenge, em Cascavel.

### Segunda aposentadoria
Em 2019, com 79 anos de idade, Muffato anuncia seu retorno às pistas, correndo na etapa de Cascavel da Copa Truck, utilizando um caminhão desenvolvido pela própria equipe. Entretanto, participa de apenas algumas etapas da categoria.
Em 2020, corre em poucas corridas da Copa Truck, entre elas Cascavel.

### Terceira aposentadoria

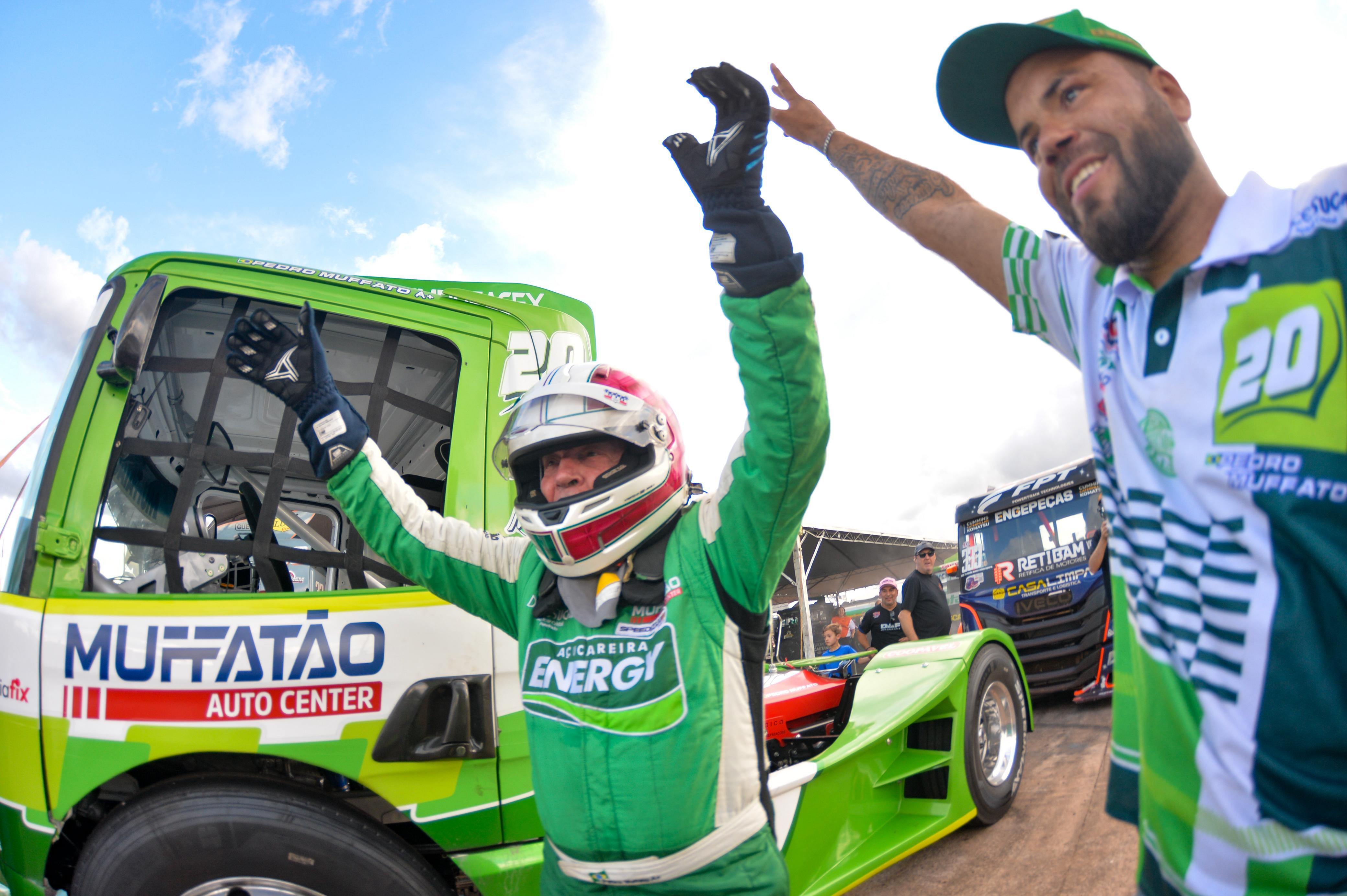
Comemorando a vitória em casa, na sua última corrida, 2025

Em 2022, retorna as pistas pela então reinaugurada Fórmula Truck, onde disputa sua primeira prova em Cascavel, em agosto, saindo vitorioso.
Em 2023 foi campeão da Fórmula Truck, aos 83 anos.
Em 2024 foi vice-campeão da Fórmula Truck.
Em 2025, após a terceira etapa do campeonato em Guaporé, Pedro anuncia que irá realizar sua última prova na categoria em casa, na cidade de Cascavel.
No dia 18 de maio de 2025, realizou sua última prova, onde após difíceis sessões de treino e uma classificação em 6° lugar, finaliza sua carreira no automobilismo com uma vitória.

### Resultados na carreira
| Temporada | Categoria            | Equipe                     | Corridas | Vitórias | Pódios | Pontos | Classificação |
| --------- | -------------------- | -------------------------- | -------- | -------- | ------ | ------ | ------------- |
| 1966      | Regional de Cascavel | Willy Tien                 | N/A      | N/A      | N/A    | N/A    | N/A           |
| 1971      | Cascavel de Ouro     | Puma Spartano              | 1        | 1        | 1      | N/A    | 1.º           |
| 1974      | Cascavel de Ouro     | Protótipo Avallone         | 1        | 1        | 1      | N/A    | 1.º           |
| 1975      | Cascavel de Ouro     | Protótipo Avallone         | 1        | 1        | 1      | N/A    | 1.º           |
| 1980      | Fórmula 2            | N/A                        | N/A      | N/A      | N/A    | N/A    | N/A           |
| 1981      | Fórmula 2            | N/A                        | N/A      | N/A      | N/A    | N/A    | N/A           |
| 1982      | Fórmula 2            | N/A                        | N/A      | N/A      | N/A    | N/A    | N/A           |
| 1983      | Fórmula 2            | N/A                        | N/A      | N/A      | N/A    | N/A    | N/A           |
| 1984      | Fórmula 2            | N/A                        | N/A      | N/A      | N/A    | N/A    | N/A           |
| 1985      | Fórmula 2            | N/A                        | N/A      | N/A      | N/A    | N/A    | N/A           |
| 1986      | Fórmula 2            | N/A                        | N/A      | N/A      | N/A    | N/A    | N/A           |
| 1987      | Fórmula 3            | Muffatão                   | N/A      | N/A      | N/A    | N/A    | N/A           |
| 1988      | Fórmula 3            | Muffatão                   | N/A      | N/A      | N/A    | N/A    | N/A           |
| 1989      | Fórmula 3            | Muffatão                   | N/A      | N/A      | N/A    | N/A    | N/A           |
| 1990      | Fórmula 3            | Muffatão                   | N/A      | N/A      | N/A    | N/A    | N/A           |
| 1991      | Fórmula 3            | Muffatão                   | N/A      | N/A      | N/A    | N/A    | N/A           |
| 1992      | Fórmula 3            | Muffatão                   | N/A      | N/A      | N/A    | N/A    | N/A           |
| 1993      | Fórmula 3            | Muffatão                   | N/A      | N/A      | N/A    | N/A    | N/A           |
| 1994      | Fórmula 3            | Muffatão                   | N/A      | N/A      | N/A    | N/A    | N/A           |
| 1995      | Fórmula 3            | Muffatão                   | N/A      | N/A      | N/A    | N/A    | N/A           |
| 1996      | Fórmula 3            | Muffatão                   | N/A      | N/A      | N/A    | N/A    | N/A           |
| 2000      | Fórmula Truck        | MP Motorsport              | N/A      | N/A      | N/A    | N/A    | N/A           |
| 2001      | Fórmula Truck        | MP Motorsport              | N/A      | N/A      | N/A    | N/A    | N/A           |
| 2002      | Fórmula Truck        | MP Motorsport              | N/A      | N/A      | N/A    | N/A    | N/A           |
| 2003      | Fórmula Truck        | MP Motorsport              | N/A      | N/A      | N/A    | N/A    | N/A           |
| 2004      | Fórmula Truck        | MP Motorsport              | N/A      | N/A      | N/A    | N/A    | N/A           |
| 2005      | Fórmula Truck        | MP Motorsport              | N/A      | N/A      | N/A    | N/A    | N/A           |
| 2006      | Fórmula Truck        | MP Motorsport              | N/A      | N/A      | N/A    | N/A    | N/A           |
| 2007      | Fórmula Truck        | MP Motorsport              | N/A      | N/A      | N/A    | N/A    | N/A           |
| 2008      | Fórmula Truck        | MP Motorsport              | N/A      | N/A      | N/A    | N/A    | N/A           |
| 2009      | Fórmula Truck        | MP Motorsport              | N/A      | N/A      | N/A    | N/A    | N/A           |
| 2010      | Fórmula Truck        | MP Motorsport              | N/A      | N/A      | N/A    | N/A    | N/A           |
| 2011      | Fórmula Truck        | MP Motorsport              | N/A      | N/A      | N/A    | N/A    | N/A           |
| 2012      | Fórmula Truck        | MP Motorsport              | N/A      | N/A      | N/A    | N/A    | N/A           |
| 2013      | Fórmula Truck        | MP Motorsport              | N/A      | N/A      | N/A    | N/A    | N/A           |
| 2014      | Fórmula Truck        | MP Motorsport              | N/A      | N/A      | N/A    | N/A    | N/A           |
| 2015      | Fórmula Truck        | MP Motorsport              | N/A      | N/A      | N/A    | N/A    | N/A           |
| 2016      | Fórmula Truck        | MP Motorsport              | N/A      | N/A      | N/A    | N/A    | N/A           |
| 2019      | Copa Truck           | MP Motorsport              | N/A      | N/A      | N/A    | N/A    | N/A           |
| 2020      | Copa Truck           | MP Motorsport              | N/A      | N/A      | N/A    | N/A    | N/A           |
| 2022      | Fórmula Truck        | Muffatão/Açucareira Energy | 10       | 9        | 10     | 194    | 2.º           |
| 2023      | Fórmula Truck        | Muffatão/Açucareira Energy | 16       | 8        | 14     | 281    | 1.º           |
| 2024      | Fórmula Truck        | Muffatão/Açucareira Energy | 8        | 3        | 6      | 613    | 2.º           |
| 2025      | Fórmula Truck        | Muffatão/Açucareira Energy | 4        | 1        | 2      | 330    | N/A           |